# Gonostoma atlanticum
Gonostoma atlanticum är en fiskart som beskrevs av Norman, 1930. Gonostoma atlanticum ingår i släktet Gonostoma och familjen Gonostomatidae. Inga underarter finns listade i Catalogue of Life.